# 高湯

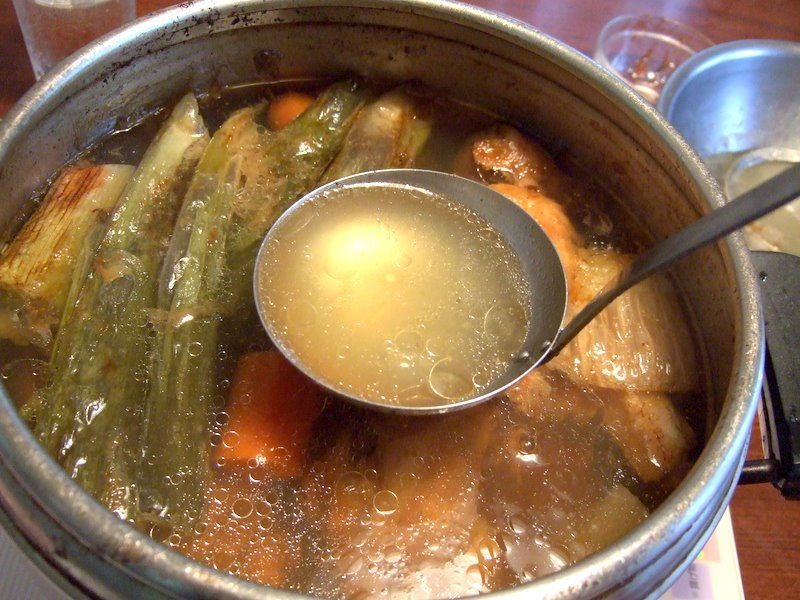
正在燉煮的高湯

高汤是用作烹調的清湯。一般用肉类，加入适量调味料（中国菜加葱、薑、料酒；西餐加香叶、胡椒、香芹、百里香等）、蔬菜等，在水中小火慢炖几个小时，撇去泡沫和表面油脂而成。粵菜中會把上湯的剩肉加水再煮，得出來的叫二湯，也可作高湯之用。欧洲烹饪有加入鸡蛋蛋白澄化清汤的。
粵菜中的高湯，是被世界認為是三大名湯之一，另外兩個是泰國的冬陰湯和法國的馬賽魚湯。

## 粵菜
- 頂湯
以金華火腿、元貝、瘦肉和老雞熬製，適用於製作鮑魚、海參、魚翅、花膠等名貴海味[2]
- 上湯
只以瘦肉和老雞熬製，用於較名貴的菜[2]
- 二湯
將熬過頂湯和上湯的材料加水返煮後加鹽，用於一般菜[2]
- 芡湯
上湯加鹽、糖，用於勾芡[2]
- 紅湯
上湯加入鴨汁、鹽、油、糖、老抽，用於鴨、豬手、陳皮鴨湯等。[2]
- 上素湯
大豆芽菜、草菇、風栗、紅棗熬成濃湯，用以燴製素菜。[3]

## 其他中國菜中
- 奶湯
含悬浮脂肪多而呈乳白色的高汤
- 吊湯
是指对高汤按下列步骤进一步精製：将高湯加热到接近沸腾，加入剁细的鸡肉，在不沸腾的情况下让其进一步吸附汤内的悬浮物和增加溶解的蛋白质等鲜味成分，然後捞出鸡肉过滤。此时的高汤状如清水，但比起一般高汤更为鲜美。川菜名菜開水白菜的“开水”便是这种高汤。吊汤可进行一次或重複多次。

## 日本料理中
- 出汁
日本料理中常用的一种清汤，用特製的柴鱼片（鰹魚乾片）、昆布（海带）、小魚乾(如鯷魚乾)为材料製成，成品为口感清淡细緻的海鲜味。